# 다카노 히로요시
다카노 히로요시(일본어: 高野 裕良, 1924년 2월 24일 ~ 2013년 1월 2일)는 일본의 전 프로 야구 선수이다. 야마구치현 출신이며 현역 시절 포지션은 투수였다. 1946년과 1947년에 등록명은 스와 히로요시(諏訪 裕良)이다.

## 인물
시모노세키 상업학교와 메이지 대학을 거쳐 1946년에 도쿄 교진군에 입단했다. 가와카미 데쓰하루가 복귀할 때까지 1루수를 맡는 것 외에도 투수로서 6승을 기록했다. 1948년에는 긴세이 스타스로 이적했고 1950년에는 그 해에 새로 창단한 다이요 웨일스로 이적했다. 다이요 이적 첫 해인 1950년에는 슬라이더를 무기 삼아 주로 선발 투수로서 25승을 기록했다. 1951년에는 11승, 1952년에 17승, 1953년에 12승을 기록하는 등 하야시 나오아키 등과 함께 다이요 초창기의 투수진 일원으로서 활약했다. 또한 1951년에 다이요 선수로는 처음으로 올스타전에 출전했고 이듬해인 1952년에도 2년 연속 올스타전에 출전했다. 1956년에는 겨우 1승에만 그쳤고 이 해를 마지막으로 현역에서 은퇴했다. 
2013년 1월 2일에 폐렴으로 사망했다(향년 88세).

## 선수로서의 특징
스리쿼터로부터 나오는 속구를 무기로 삼았다. 1950년 5월 경에 있은 쇼치쿠 로빈스전에서 고즈루 마코토가 때려낸 통렬한 땅볼을 오른쪽 맨손으로 받았는데 엄지손가락과 집게손가락 사이에 열상을 입었고 집게손가락도 다치는 부상을 입었다. 하지만 이 부상으로 인해 슬라이더를 던질 수 있게 됐고 같은 해의 좋은 활약으로 이어졌다고 한다.

## 그 외
술을 좋아했는데 같은 요미우리에서 다이요로 이적한 다나카 도시아키와 함께 마시기 시작하면 멈추지 않았고 두 사람이서 40개가 넘는 술병을 늘어놓은 적이 있었다고 한다.

## 상세 정보

### 출신 학교
- 시모노세키 상업학교
- 메이지 대학

### 선수 경력
- 도쿄 교진군·요미우리 자이언츠(1946년 ~ 1947년)
- 긴세이 스타스·다이에이 스타스(1948년 ~ 1949년)
- 다이요 웨일스·다이요 쇼치쿠 로빈스·요쇼 로빈스·다이요 웨일스(1950년 ~ 1956년)

### 개인 기록
- 시즌 367 피안타(1950년) ※센트럴 리그 기록
- 올스타전 출장 : 2회(1951년, 1952년)

### 등번호
- 6(1946년 ~ 1947년)
- 22(1948년)
- 20(1949년)
- 16(1950년 ~ 1956년)

### 등록명
- 諏訪 裕良(すわ ひろよし 스와 히로요시[*], 1946년 ~ 1947년)
- 高野 裕良(たかの ひろよし 다카노 히로요시[*], 1948년 ~ 1956년)

### 연도별 투수 성적
| 연 도       | 소 속                | 등 판 | 선 발 | 완 투 | 완 봉 | 무 4 구 | 승 리 | 패 전 | 세 이 브 | 홀 드 | 승 률 | 타 자 | 이 닝  | 피 안 타 | 피 홈 런 | 볼 넷 | 고 4 | 몸 맞 | 탈 삼 진 | 폭 투 | 보 크 | 실 점 | 자 책 점 | 평 자 책 | W H I P |
| ----------- | -------------------- | ----- | ----- | ----- | ----- | ------- | ----- | ----- | -------- | ----- | ----- | ----- | ------ | -------- | -------- | ----- | ---- | ----- | -------- | ----- | ----- | ----- | -------- | -------- | ------- |
| 1946년      | 도쿄 교진군 요미우리 | 17    | 15    | 9     | 2     | 0       | 6     | 6     | --       | --    | .500  | 506   | 117.1  | 108      | 5        | 57    | --   | 1     | 28       | 2     | 0     | 50    | 34       | 2.59     | 1.41    |
| 1947년      | 도쿄 교진군 요미우리 | 19    | 7     | 3     | 0     | 2       | 2     | 5     | --       | --    | .586  | 379   | 89.1   | 95       | 2        | 28    | --   | 3     | 17       | 1     | 0     | 42    | 33       | 3.30     | 1.38    |
| 1948년      | 긴세이 다이에이      | 11    | 3     | 0     | 0     | 0       | 0     | 2     | --       | --    | .000  | 162   | 36.1   | 43       | 3        | 12    | --   | 3     | 4        | 5     | 0     | 22    | 20       | 4.86     | 1.51    |
| 1949년      | 긴세이 다이에이      | 10    | 3     | 1     | 0     | 0       | 1     | 1     | --       | --    | .500  | 155   | 33.2   | 36       | 2        | 17    | --   | 0     | 11       | 0     | 2     | 21    | 15       | 3.97     | 1.57    |
| 1950년      | 다이요 요쇼 다이요   | 66    | 37    | 29    | 2     | 1       | 25    | 21    | --       | --    | .543  | 1643  | 384.2  | 367      | 31       | 133   | --   | 15    | 177      | 0     | 1     | 184   | 156      | 3.65     | 1.30    |
| 1951년      | 다이요 요쇼 다이요   | 41    | 28    | 17    | 0     | 1       | 11    | 15    | --       | --    | .423  | 1110  | 250.2  | 295      | 27       | 79    | --   | 10    | 80       | 3     | 0     | 146   | 128      | 4.59     | 1.49    |
| 1952년      | 다이요 요쇼 다이요   | 47    | 33    | 23    | 4     | 1       | 17    | 21    | --       | --    | .447  | 1267  | 296.0  | 299      | 23       | 84    | --   | 9     | 99       | 1     | 1     | 140   | 106      | 3.22     | 1.29    |
| 1953년      | 다이요 요쇼 다이요   | 25    | 24    | 14    | 3     | 1       | 12    | 9     | --       | --    | .571  | 845   | 196.2  | 195      | 19       | 56    | --   | 12    | 69       | 1     | 0     | 100   | 87       | 3.97     | 1.28    |
| 1954년      | 다이요 요쇼 다이요   | 16    | 12    | 4     | 0     | 1       | 3     | 7     | --       | --    | .300  | 336   | 80.0   | 91       | 9        | 13    | --   | 1     | 24       | 0     | 0     | 46    | 43       | 4.84     | 1.30    |
| 1955년      | 다이요 요쇼 다이요   | 5     | 4     | 0     | 0     | 0       | 0     | 3     | --       | --    | .000  | 112   | 25.2   | 20       | 5        | 10    | 0    | 1     | 11       | 1     | 0     | 17    | 14       | 4.85     | 1.17    |
| 1956년      | 다이요 요쇼 다이요   | 7     | 4     | 0     | 0     | 0       | 1     | 2     | --       | --    | .333  | 98    | 25.0   | 23       | 3        | 4     | 0    | 1     | 12       | 0     | 0     | 8     | 8        | 2.88     | 1.08    |
| 통산 : 11년 | 통산 : 11년          | 264   | 170   | 100   | 11    | 7       | 78    | 92    | --       | --    | .459  | 6613  | 1535.1 | 1572     | 129      | 493   | 0    | 56    | 532      | 14    | 4     | 776   | 644      | 3.77     | 1.34    |

- 굵은 글씨는 시즌 최고 성적.
- 도쿄 교진군은 1947년에 요미우리 자이언츠로 구단명을 변경.
- 긴세이(긴세이 스타스)는 1949년에 다이에이(다이에이 스타스)로 구단명을 변경.
- 다이요(다이요 웨일스)는 1953년 요쇼(다이요 쇼치쿠 로빈스)에, 1955년에 다이요(다이요 웨일스)로 구단명을 재변경.

## 참고 문헌
- 치바 시게루 (1984). 《巨人軍の男たち》 [교진군의 사나이들]. 도쿄 스포츠 신문사.